# Mmh (singolo)
Mmh è un singolo del cantautore italiano Fred De Palma, in collaborazione con la cantautrice italiana Rose Villain, pubblicato il 18 ottobre 2024.

## Descrizione
Il brano è stato scritto dallo stesso cantautore con Rose Villain, Federica Abbate e Andrea Ferrara, in arte Sixpm, il quale ha anche curato la composizione e la produzione e parla di una relazione tormentata.

## Video musicale
Il video musicale, diretto da Marc Lucas, è stato pubblicato in concomitanza all'uscita del brano attraverso il canale YouTube del cantautore.

## Tracce
Testi di Federico Palana, Rosa Luini, Federica Abbate e Andrea Ferrara, musiche di Andrea Ferrara.
1. Mmh (feat. Rose Villain) – 3:07

## Classifiche
| Classifica (2024) | Posizione massima |
| ----------------- | ----------------- |
| Italia            | 34                |